# Orliwka (rejon czernihowski)
Orliwka (ukr. Орлівка) – wieś na Ukrainie, w obwodzie czernihowskim, w rejonie czernihowskim, w hromadzie Kułykiwka. 
W 2001 liczyła 1122 mieszkańców, wśród których 1107 wskazało jako ojczysty język ukraiński, 13 rosyjski, a 2 mołdawski.